# Jacqueline van Rozendaal
Jacqueline Johanna Rene Maria van Rozendaal (* 20. Februar 1964 in Hintham) ist eine ehemalige niederländische Bogenschützin.

## Karriere
Jacqueline van Rozendaal nahm an den Olympischen Spielen 1988 in Seoul und 1992 in Barcelona teil. 1988 belegte sie im Einzelwettbewerb den 23. Platz. In Barcelona 1992 klassierte sie im Einzelwettbewerb auf Rang 20 und wurde im Mannschaftswettbewerb mit Christel Verstegen und Sjan van Dijk Zwölfte. 
Darüber hinaus gewann sie bei den Halleneuropameisterschaften 1989 in Athen sowohl im Einzel als auch mit der Mannschaft Silber. 
Seit 2017 ist van Rozendaal als Nationaltrainerin der Niederlande tätig.